# Sepia murrayi
Sepia murrayi är en bläckfiskart som beskrevs av Adam och Rees 1966. Sepia murrayi ingår i släktet Sepia och familjen Sepiidae. IUCN kategoriserar arten globalt som otillräckligt studerad. Inga underarter finns listade i Catalogue of Life.